# Oaza Modlitwy
Oaza Modlitwy – wyjazd młodzieżowych parafialnych wspólnot Ruchu Światło-Życie. Zazwyczaj trwa on 3 dni i ma na celu oderwanie się od codzienności, a skupieniu się na budowaniu relacji z Bogiem.

## Założenia Oazy Modlitwy
Celem weekendowych rekolekcji dla młodzieży jest wewnętrzne odnowienie w Duchu Świętym przez uczestnictwo we wspólnocie modlitewnej.
OM- Oaza Modlitwy miały stać się seminariami życia modlitwy, a więc życia w Duchu. Ks. Franciszek Blachnicki w swoim liście Siloe nr 2 (listopad 1997) tę formę rekolekcji nazwał ukrytym sercem Ruchu, źródłem jego życia i mocy. Założyciel Ruchu Światło- Życie zakładał, że podstawowy charyzmat oazy może być realizowany tylko przez modlitwę będącą na styku światła i życia.

## Główny punkt
Oaza Modlitwy ma przygotowany plan dnia, głównym jego elementem jest Eucharystia. Ma ona być w centrum dnia, żeby podkreślić, że we mszy świętej jest wszystko.
Eucharystia jest chlebem, posiłkiem, którym uczestnicy rekolekcji chcą się karmić, aby mieć siłę do walki o swoją duchowość. Eucharystia to misterium chrześcijaństwa. Jest to sakrament, który jednoczy cały Kościół katolicki, a osoby modlące się na Oazie Modlitwy z założenia mają przyczyniać się do budowania jedności w Kościele.

## Świadectwa
Osoby, które wyjeżdżają na rekolekcje weekendowe z oazą dzielą się z innymi swoimi świadectwami wiary, tym czego doświadczyli i jak Bóg przemienił ich poprzez ten czas modlitwy.